# Yotsukaidō
Yotsukaidō (japanisch 四街道市, -shi) ist eine Stadt der Präfektur Chiba im Osten von Honshū, der Hauptinsel von Japan.

## Geographie
Yotsukaidō liegt südwestlich von Narita und nördlich von Chiba.

## Geschichte
Vor dem Zweiten Weltkrieg war Yotsukaidō bekannt für seine Militärbasis. Heute ist der Ort eine Pendlerstadt mit Anbindung an Chiba und Tokio.
Yotsukaidō erhielt am 1. April 1981 das Stadtrecht.

## Verkehr
- Straße:
  - Higashikantō-Autobahn
  - Nationalstraße 51
- Zug:
  - JR Sōbu-Hauptlinie

## Städtepartnerschaften
- Livermore (Kalifornien), seit 1977

## Söhne und Töchter der Stadt
- Kazuo Shii (* 1954), Politiker

## Angrenzende Städte und Gemeinden
- Chiba
- Sakura